# 잠자는 살인
잠자는 살인(원제: Sleeping Murder: Miss Marple's Last Case)는 1976년 영국에서 출판된 애거서 크리스티의 추리 소설이다. 크리스티가 창조한 탐정 제인 마플이 주인공으로 등장하며, 애거서 크리스티의 소설 중 가장 마지막으로 출판된 작품이기도 하다. 다만 크리스티가 집필한 마플 시리즈 중 마지막으로 쓰여진 작품은 아니다. 1930년대의 잉글랜드를 배경으로, 제인 마플이 어느 신혼부부의 부인의 과거에 묻혀져 있던 진실을 찾아 나선다.

## 줄거리
갓 결혼한 새신부 그웬다 리드는 신혼집을 찾기 위해 남편보다 앞서서 잉글랜드의 남쪽 해안 지방을 찾는다. 그녀는 곧 힐사이드라는 크고 오래된 저택을 발견하는데, 마치 원래 집이었던 것 같은 편안함을 느낀다. 집을 대대적으로 개조하는 공사 중 인부들이 원래 폐쇄되어 있던 길다란 문을 열자, 그웬다가 나중에 도배 작업에 쓰고 싶어 했던 디자인과 똑같은 벽지가 있었다. 또한, 그녀가 복도가 있으면 좋겠다고 생각하고 있던 2개의 방 사이에는 이미 예전부터 복도가 있었다.
한편 그웬다는 친척인 작가 레이몬드 웨스트, 레이몬드의 부인 조이스 웨스트 그리고 그의 고모인 미스 제인 마플을 만나기 위해 런던으로 향한다. 그들과 함께 연극 말피 공작부인을 관람하던 중 ‘그녀의 얼굴을 가려라, 나의 눈이 부시구나, 그녀는 젋어서 죽었다('Cover her face; mine eyes dazzle; she died young’)는 대사가 나오자, 그웬다는 어떤 남자가 똑같은 대사를 말하며 금발 여인의 목을 졸라 죽이는 환상을 보며 비명을 지른다. 결국 그웬다는 자신의 이야기를 미스 마플에게 털어놓는다. 그녀는 아버지가 복무 중이던 인도에서 태어났으나, 아기 때 어머니가 사망하자 뉴질랜드에서 어머니의 여동생이 그녀를 쭉 길러 주었다. 아버지는 어머니가 죽고 몇 년 후 사망했다. 그녀는 배에 탔던 일을 선명하게 기억하고 있었는데, 그 기억에서는 배가 분명히 두 척이었다. 마플은 그웬다가 아버지와 아버지의 두번째 부인과 함께 짧은 기간이라도 잉글랜드에 살았던 것은 아닌지 추측하는데, 이는 나중에 사실로 드러난다.
그녀의 양어머니였던 헬렌 케네디 할리데이는 인도에서 영국으로 돌아오던 배 안에서 그녀의 아버지를 처음 만났으며, 두 사람은 잉글랜드에 도착하자마자 결혼한다. 그들은 헬렌이 자랐던 바닷가 마을인 딜머스에 집을 빌린다. 앞서 힐사이드에서 있었던 우연들은 그웬다가 18년 전 어린아이였을 때 그 집에서 머무르던 시절의 기억 때문이었다. 그웬다는 연극에서 봤던 무서운 환상 또한 실제의 기억인지 고민하게 되고, 남편 가일즈가 뉴질랜드를 떠나 잉글랜드에 도착하면서 부부는 이 미스터리를 파헤치기로 결심한다.
헬렌은 이복 오빠인 케네디에 의해 길러졌는데, 케네디는 의사 일에서 은퇴하고 다른 마을로 옮긴 상태였다. 그는 가일즈가 게재한 헬렌에 대한 정보를 찾는다는 광고를 보고 연락을 해 왔으며, 역시 헬렌의 소식을 듣고 싶어한다. 한편 미스 마플은 딜머스를 방문하여 그 저택에 머무르며 당시 케네디 일가의 저택의 고용인으로 일했던 사람들을 찾아내서 그 당시 있었던 일들에 대한 유용한 정보들을 수집한다. 케네디 가족의 저택에서 요리사로 일하던 사람의 증언에 따르면, 어느 날 밤 어떤 남성과 헬렌이 말다툼하는 소리가 들렸는데 헬렌은 자신이 그 남성에게 항상 위협받고 있으며 당신을 피해 도망치고 싶다고 소리를 질렀다. 고용인들은 그 남성이 헬렌의 남편이 아니었을까 추측했으나, 이는 사실이 아니었다. 헬렌은 할리데이와 결혼하기 전에 몇 명의 남성과 교제했었는데, 한 명은 그 동네 소년이었고 다른 한 명은 잠시 인도에 건너가 있던 지역 변호사의 아들이었으며 세 번째는 그 변호사의 아들과 결혼하기 위해 인도로 향하던 배 안에서 만난 남자였다. 결국 그녀는 그들 중 누구와도 결혼하지 않았으며, 그녀의 오빠에게서 탈출하는 것이 주 목적이었다. 헬렌은 최종적으로 할리데이와 사랑에 빠졌고, 그의 딸 그웬다 또한 매우 사랑했다.
리드 부부는 릴리라는 이름의, 당시 케네디 일가의 저택에서 일했던 하녀를 찾는 광고를 낸다. 릴리는 광고에 응답하면 어떤 일이 일어날 지 케네디가 설명해 줄 수 있다고 생각하여 우선 케네디에게 편지를 쓴다. 릴리는 헬렌의 수트케이스에 저녁용 가운은 챙겨져 있으나 가운과 함께 착용하는 신발과 벨트는 없었다는 이유를 들며 헬렌은 도망치지 않았을 것이라 믿는다. 리드 부부와 케네디는 릴리에게 답장을 써서 릴리를 초청하기로 하지만, 릴리는 결국 오지 않고 기차역 근처에서 케네디의 편지를 몸에 지닌 채 목이 졸려 살해당한 사체로 발견된다. 미스 마플은 그웬다에게 경찰에게 모든 것을 털어놓으라고 조언하며, 경찰은 정원을 수색하다가 헬렌의 시체를 찾는다. 케네디는 그웬다를 독살하려다가 실패하고 그녀가 집에 혼자 있는 틈을 타서 그녀를 교살하려고 접근하지만, 미스 마플이 비눗물을 갖고 저택에 도착하여 케네디의 눈에 비눗물을 뿌려 살인을 막는다.
마침내 밝혀진 진실은, 케네디는 말리 공작부인의 그 대사를 말하며 여동생을 죽였고 당시 아기였던 그웬다가 계단 위에서 지켜보고 있는 것을 몰랐었다. 케네디는 헬렌의 시체를 정원에 몰래 묻고 헬렌의 남편인 할리데이에게 그가 자신의 부인을 죽인 거라고 믿도록 만들었는데, 막상 본인이 죽었다는 부인의 시체가 보이지 않으니 당시 할리데이는 정신이 이상해졌다는 취급을 받았고 그의 일기에도 그렇게 혼란한 정신상태가 드러나 있었다. 하녀 릴리의 사체와 함께 발견된 편지도 사실 케네디가 원래 보낸 편지가 아니었고, 나중에 릴리를 죽인 후에 바꿔치기한 것이었다. 미스 마플은 리드 부부에게 케네디의 자백과 사건의 모든 진상을 알려주며, 이 사건의 추리는 처음부터 말리 공작부인의 그 대사를 실마리로 시작했어야 한다고 설명한다.

## 등장인물
- 그웬다 할리데이 리드 : 21살의 새신부. 남편과 함께 뉴질랜드에서 건너와 영국에서 정착하려고 한다.
- 가일즈 리드 : 그웬다의 남편으로, 두 사람은 뉴질랜드에서 만났다. 그웬다와 마찬가지로 고아이다.
- 레이몬드 웨스트 : 유명한 작가이자 미스 제인 마플의 조카.
- 조안 웨스트 : 레이몬드의 부인이자 가일즈 리드의 사촌.
- 제인 마플 : 레이몬드의 이모. 정원을 가꾸는 일을 좋아하며, 살인 사건의 진실을 꿰뚫는 눈을 가진 노부인.
- 에디스 : 할리데이 가족의 요리사로써 일했으며, 아직도 딜머스에 살고 있다.
- 릴리 : 힐사이드 저택에서 가정부로 일했던 여인.
- 메이저 켈빈 할리데이 : 그웬다의 아버지. 첫번째 부인 메건이 죽고, 그웬다와 함께 잉글랜드로 돌아오던 배에서 만난 헬렌 케네디와 재혼한다. 자신이 헬렌을 직접 죽였다는 망상에 시달리다가 사망한다.
- 헬렌 스펜러브 할리데이 : 메이저 할리데이의 두 번째 부인이자 그웬다의 양어머니였던 금발의 젊은 여인. 활발하고 사랑스러운 성격이었다.
- 제임스 케네디 의사 : 헬렌의 이복 오빠이며, 부모가 사망한 후 헬렌을 책임지고 키웠다. 헬렌이 실종되자마자 현역에서 은퇴한다.